# Суасо, Давид
О́скар Дави́д Суа́со Вела́скес (исп. Óscar David Suazo Velásquez; 5 ноября 1979, Сан-Педро-Сула) — гондурасский футболист, нападающий. Игрок сборной Гондураса.

## Карьера
В сезоне 2009/10 Суасо провёл за «Интернационале» только четыре игры: он выходил на замену на 84-й минуте матча за Суперкубок Италии 2009 года с «Лацио» (1:2), на 72-й минуте матча 7 тура чемпионата Италии с клубом «Удинезе» (2:1) и на 46-й минуте матча 3 тура Лиги чемпионов с киевским «Динамо» (2:2), а в матче 1/8 финала Кубка Италии с «Ливорно» (1:0) был заменен на 76-й минуте. 30 декабря 2009 года Суасо на правах аренды перешёл в клуб «Дженоа»; также генуэзский клуб получил приоритетное право на выкуп трансфера футболиста.
22 июля 2011 года «Кальяри» объявил, что подписал контракт с Давидом сроком на 1 год. Однако клуб позже заявил, что контракт подписан не был, а позже отказался от услуг гондурасца. Это вызвало гнев главного тренера «Кальяри», Роберто Донадони, который и настаивал на покупке Суасо; после чего Донадони был уволен. 12 августа 2011 года Суасо перешёл в «Катанию». 31 марта 2013 заявил о завершении карьеры.

## Достижения

### Клубные
«Олимпия» (Тегусигальпа)
- Чемпион Гондураса: 1998/99
- Обладатель Кубка Гондураса: 1998
- Обладатель Суперкубка Гондураса: 1996/97

«Интер»
- Чемпион Италии: 2007/08

«Бенфика»
- Обладатель Кубка португальской лиги: 2008/09

### Индивидуальные
- Лучший иностранный футболист года в Италии: 2006